# Louny (nádraží)
Louny jsou železniční stanice v okresním městě Louny v Ústeckém kraji ležící nedaleko Ohře. Nachází se asi 2 kilometry od centra města, na železničních tratích Kralupy nad Vltavou – Louny, Lovosice–Postoloprty a Most–Rakovník. Městské autobusové nádraží je odsud vzdáleno přibližně 500 m jihozápadním směrem. Stanice není elektrizována. Louny je jednou ze čtyř stanic a zastávek ve městě, dalšími jsou Louny město, Louny střed a Louny předměstí. 

## Historie
Staniční budova zde byla zprovozněna 21. listopadu 1872 při budování trati z Prahy do Mostu v rámci projektu propojení mostecké a duchcovské důlní oblasti. Výstavbu a provoz trati financovala a provozovala společnost Soukromá pražsko-duchcovská dráha. První vlak ze Slaného do Mostu tudy projel 3. ledna 1873. 12. května téhož roku byl zahájen provoz v celé délce trati Praha - Most. Od 1. května 1874 fungovala ve stanici lokomotivní výtopna, jejíž zařízení bylo převezeno právě z Mostu.
16. května 1895 byla do stanice dovedena trať do Postoloprt spojující Louny s tratí mezi Plzní a Březnem u Chomutova, při jejímž budování vznikla železniční stanice Louny město. Od poloviny 80. let se řešil také projekt železniční trati mezi Rakovníkem a Louny, která by mohla eventuálně pokračovat severovýchodním směrem do Litoměřic. Do sedmnáctileté snahy o realizaci stavby se zapojili lounští starostové Petr Pavel Hilbert a Valentin Stopka nebo také kníže Schwarzenberg. Družstvo dráhy Louny - Libochovice 29. června 1902 nakonec svůj drážní úsek otevřelo, stavební práce na trati k Rakovníku započaly roku 1903. Zde byl pravidelný nákladní a osobní provoz spuštěn 23. září 1904.
Naproti nádražní budově přes kolejiště vznikly již v počátcích stanice točna a nevelké železniční dílny, které byly postupně rozšiřovány, a později, opět díky přičinění starosty Hilberta, se roku 1895 staly místní dílenské haly důležitým zázemím státních drah s více než šesti sty dělníky.
Po zestátnění PDE v roce 1892 pak obsluhovaly stanici Císařsko-královské státní dráhy (kkStB), po roce 1918 pak správu přebraly Československé státní dráhy. Místní dráha do Postoloprt byla zestátněna kolem roku 1905, zbylé místní dráhy ve 20. letech 20. století.

## Popis
Nachází se zde pět nekrytých jednostranných nástupišť, k příchodu k vlakům slouží přechody přes koleje. Staničním zabezpečovacím zařízením je elektronické stavědlo ESA 11 ovládané přes JOP.